# Terezinha
Terezinha este un oraș în Pernambuco (PE), Brazilia.